# Lasioglossum pervarians
Lasioglossum pervarians är en biart som först beskrevs av Cockerell 1919.  Lasioglossum pervarians ingår i släktet smalbin, och familjen vägbin. Inga underarter finns listade i Catalogue of Life.